# Họ Dền
Họ Dền hay họ Giền (danh pháp khoa học: Amaranthaceae) là một họ chứa khoảng 160-180 chi với khoảng 2.050-2.500 loài. Phần lớn các loài là cây thân thảo hay cây bụi nhỏ; rất ít loài là cây gỗ hay dây leo.
Họ này phổ biến rộng khắp thế giới, nhưng chủ yếu được tìm thấy tại các khu vực nhiệt đới và cận nhiệt đới, mặc dù có nhiều loài thuộc về các khu khu vực ôn đới mát.
Trong hệ thống APG II năm 2003 (không thay đổi từ hệ thống APG năm 1998), họ này được đặt trong bộ Cẩm chướng (Caryophyllales). Nó bao gồm cả các loài trước đây đặt trong họ Rau muối (Chenopodiaceae). Các loài trong họ Rau muối cũ được nhiều người biết đến là củ dền, củ cải đường, rau muối, lê mạch và rau bina. Các khác biệt cơ bản giữa họ Amaranthaceae (nghĩa hẹp) và Chenopodiaceae là các cánh hoa và nhị hoa thường hợp nhất thành một cấu trúc vòng.
Trước khi hợp nhất cả họ Chenopodiaceae thì họ Amaranthaceae (nghĩa hẹp) chỉ chứa khoảng 65 chi và khoảng 900 loài. Phần lớn trong số các loài này có mặt tại khu vực nhiệt đới của châu Phi và Bắc Mỹ. Một vài loài bị coi là cỏ dại, nhưng các loài khác thì lại được coi là các loại cây cảnh phổ biến trong vườn, đặc biệt là các loài từ các chi Alternanthera, Amaranthus, Celosia, và Iresine. Các thành viên đáng chú ý có rau dền và cỏ lăn. Nhiều loài trong họ này là cây chịu mặn, phát triển tốt tại các khu vực đất mặn.
Lá của các loài trong họ này là lá đơn, có thể mọc đối hay so le, các mép lá nhẵn hay hơi có khía và chúng không có các lá kèm. Trong phần lớn các trường hợp, hoặc là có sự tập hợp ở gốc hay ở ngọn các lá.
Các hoa hoặc là mọc đơn hoặc mọc thành cụm dạng xim hoa, cành hoa hay chùy hoa. Thông thường chúng là hoa hoàn hảo (lưỡng tính) và đối xứng tỏa tia. Một số ít loài có hoa đơn tính. Các hoa có 4-5 cánh hoa, thông thường kết nối với nhau và có khoảng 1-5 nhị hoa. Nhụy hoa dạng dưới bầu có 3-5 lá đài kết nối với nhau.
Quả có thể là quả bế, quả hạch, hay quả nang nứt theo đường vòng, ít thấy dạng quả mọng.

## Các chi
- Achyranthes L.: ngưu tất
- Achyropsis (Moq.) Hook.f.
- Acroglochin Schrad. ex Schult. (bao gồm cả Lecanocarpus)
- Aerva Forssk.
- Agathophora (Fenzl) Bunge
- Agriophyllum M.Bieb.
- Alexandra Bunge
- Allenrolfea Kuntze (bao gồm cả Spirostachys?)
- Allmania R.Br. ex Wight
- Allmaniopsis Suess.
- Alternanthera Forssk. (bao gồm cả Brandesia, Mogiphanes, Telanthera): rau rệu
- Amaranthus L. (bao gồm cả Acanthochiton, Acnida, Montelia):rau dền
- Anabasis L.
- Anthochlamys Fenzl
- Aphanisma Nutt. ex Moq.
- Archiatriplex G.L.Chu
- Arthraerua (Kuntze) Schinz
- Arthrocnemum Moq.
- Arthrophytum Schrenk
- Atriplex L. (bao gồm cả Armola, Blackiella, Halimus, Haloxanthium, Morrisiella, Neopreissia, Obione, Pachypharynx, Proatriplex)
- Axyris L. (bao gồm cả Eurotia)
- Babbagia F.Muell.
- Bassia All. (bao gồm cả Chenolea, Chenoleoides, Cyrilwhitea, Echinopsilon, Sclerobassia)
- Beta L.: củ dền đỏ, củ cải đường
- Bienertia Bunge ex Boiss.
- Blutaparon Raf.
- Borsczowia Bunge
- Bosea L. (bao gồm cả Rodetia)
- Brachylepis C.A.Mey.
- Calicorema Hook.f.
- Camphorosma L.
- Celosia L.: mào gà
- Centema Hook.f.
- Centemopsis Schinz (bao gồm cả Robynsiella)
- Centrostachys Wall.
- Ceratocarpus L. (bao gồm cả Ceratoides)
- Chamissoa Kunth
- Charpentiera Gaudich.
- Chenopodium L. (bao gồm cả Baolia, Meiomeria, Neobotrydium, Scleroblitum): rau muối
- Choriptera Botsch.
- Chionothrix Hook.f.
- Climacoptera Botsch.
- Corispermum L.
- Cornulaca Delile
- Cremnophyton Brullo & Pavone
- Cyathobasis Aellen
- Cyathula Blume
- Cycloloma Moq.
- Dasysphaera Volkens ex Gilg
- Deeringia R.Br. (bao gồm cả Cladostachys)
- Didymanthus Endl.
- Digera Forssk. (bao gồm cả Pseudodigera)
- Dissocarpus F.Muell.
- Dysphania R.Br.
- Einadia Raf.
- Enchylaena R.Br.
- Eremophea Paul G.Wilson
- Eriochiton (R.H.Anderson) A.J.Scott
- Eriostylos C.C.Towns.
- Esfandiaria Charif & Aellen
- Exomis Fenzl ex Moq.
- Fadenia Aellen & C.C.Towns.
- Fredolia (Coss. & Durieu ex Bunge) Ulbr.
- Fremontia Torr. (Sarcobatus Nees)??
- Froelichia Moench
- Froelichiella R.E.Fr.
- Girgensohnia Bunge
- Goerziella Urb.
- Gomphrena L. (bao gồm cả Bragantia, Philoxerus)
- Grayia Hook. & Arn. (bao gồm cả Eremosemium)
- Guilleminea Kunth (bao gồm cả Brayulinea, Gossypianthus)
- Gyroptera Botsch.
- Hablitzia M.Bieb.
- Halanthium K.Koch (bao gồm cả Gamanthus)
- Halarchon Bunge
- Halimione Aellen
- Halimocnemis C.A.Mey. (bao gồm cả Halotis)
- Halocharis Moq.
- Halocnemum M.Bieb.
- Halogeton C.A.Mey. (bao gồm cả Micropeplis)
- Halopeplis Bunge ex Ung.-Sternb.
- Halosarcia Paul G.Wilson
- Halostachys C.A.Mey. ex Schrenk
- Halothamnus Jaub. & Spach (bao gồm cả Aellenia)
- Haloxylon Bunge (bao gồm cả Iljinia)
- Hammada Iljin
- Helicilla Moq.
- Hemichroa R.Br.
- Henonia Moq.
- Herbstia Sohmer
- Hermbstaedtia Rchb.
- Heterostachys Ung.-Sternb. (bao gồm cả Spirostachys?)
- Holmbergia Hicken
- Horaninovia Fisch. & C.A.Mey.
- Indobanalia A.N.Henry & B.Roy (bao gồm cả Banalia)
- Irenella Suess.
- Iresine P.Browne (bao gồm cả Dicraurus)
- Kalidiopsis Aellen
- Kalidium Moq.
- Kirilowia Bunge (bao gồm cả Londesia)
- Kochia Roth (bao gồm cả Bushia)
- Krascheninnikovia Gueldenst.
- Kyphocarpa (Fenzl ex Endl.) Lopr.
- Lagenantha Chiov.
- Lagrezia Moq. (bao gồm cả Apterantha)
- Leucosphaera Gilg
- Lithophila Sw.
- Lopriorea Schinz
- Maireana Moq. (bao gồm cả Duriala)
- Malacocera R.H.Anderson
- Manochlamys Aellen
- Marcelliopsis Schinz (bao gồm cả Marcellia)
- Mechowia Schinz
- Microcnemum Ung.-Sternb.
- Microgynoecium Hook.f.
- Monolepis Schrad. (bao gồm cả Micromonolepis)
- Nanophyton Less.
- Nelsia Schinz
- Neobassia A.J.Scott
- Neocentema Schinz
- Nitrophila S.Watson
- Noaea Moq. (bao gồm cả Rhaphidophyton)
- Nothosaerva Wight
- Nototrichium (A.Gray) W.F.Hillebr.
- Nucularia Batt.
- Nyssanthes R.Br.
- Ofaiston Raf.
- Oreobliton Durieu
- Pachycornia Hook.f.
- Panderia Fisch. & C.A.Mey.
- Pandiaka (Moq.) Hook.f.
- Patellifolia A.J.Scott, Ford-Lloyd & J.T.Williams (bao gồm cả Patellaria)
- Petrosimonia Bunge
- Pfaffia Mart. (bao gồm cả Hebantha)
- Piptoptera Bunge
- Pleuropetalum Hook.f. (bao gồm cả Melanocarpum)
- Pleuropterantha Franch.
- Polycnemum L.
- Polyrhabda C.C.Towns.
- Pseudogomphrena R.E.Fr.
- Pseudoplantago Suess.
- Pseudosericocoma Cavaco
- Psilotrichopsis C.C.Towns.
- Psilotrichum Blume (bao gồm cả Psilostachys)
- Ptilotus R.Br. (bao gồm cả Dipteranthemum, Trichinium)
- Pupalia Juss.
- Quaternella Pedersen
- Rhagodia R.Br.
- Rosifax C.C.Towns.
- Roubieva Moq.
- Roycea C.A.Gardner
- Salicornia L.
- Salsola L. (bao gồm cả Caroxylon, Caspia, Darniella, Eremochion, Hypocylix, Muratina, Physandra)
- Saltia R.Br. ex Moq. (bao gồm cả Psilodigera)
- Sarcocornia A.J.Scott
- Sclerolaena R.Br. (bao gồm cả Coilocarpus)
- Sclerostegia Paul G.Wilson
- Seidlitzia Bunge ex Boiss.
- Senniella Aellen
- Sericocoma Fenzl
- Sericocomopsis Schinz
- Sericorema (Hook.f.) Lopr.
- Sericostachys Gilg & Lopr.
- Sevada Moq.
- Siamosia K.Larsen & Pedersen
- Spinacia L.
- Stelligera A.J.Scott
- Stilbanthus Hook.f.
- Suaeda Forssk. ex Scop. (bao gồm cả Brezia, Calvelia, Dondia, Lerchia)
- Suckleya A.Gray
- Sympegma Bunge
- Tecticornia Hook.f.
- Tegicornia Paul G.Wilson
- Teloxys Moq.
- Theleophyton (Hook.f.) Moq.
- Threlkeldia R.Br. (bao gồm cả Osteocarpum)
- Tidestromia Standl. (bao gồm cả Cladothrix)
- Traganopsis Maire & Wilczek
- Traganum Delile
- Trichuriella Bennet (bao gồm cả Trichurus)
- Volkensinia Schinz (bao gồm cả Kentrosphaera)
- Woehleria Griseb.
- Zuckia Standl.